# Moon and Cherry
Moon and Cherry (月とチェリー Tsuki to Cherii?) es una película de comedia romántica japonesa, dirigida por Yuki Tanada. Fue estrenada el 25 de diciembre de 2004.

## Sinopsis
Tadokoro es un universitario que se une al club de literatura erótica para conseguir créditos extra. Allí conoce a Mayama, que no tarda en seducirlo y utilizarlo como experiencia para escribir su nueva novela, que es lo único que le interesa. Mientras para él su relación va más allá del sexo.

## Elenco
- Noriko Eguchi como Mayama[2]
- Tasuku Nagaoka como Tadokoro
- Misako Hirata
- Yoshikazu Ebisu[1]
- Shungiku Uchida
- Akira Emoto como Sakamoto

## Recepción
Tom Mes, de Midnight Eye, calificó la película como "un jugueteo animado y muy agradable".